# Корнев (Ивано-Франковская область)
Ко́рнев (укр. Корнів) — село в Чернелицкой поселковой общине Коломыйского района Ивано-Франковской области Украины.
Население по переписи 2001 года составляло 764 человека. Занимает площадь 12,874 км². Почтовый индекс — 78116. Телефонный код — 03422.